# Metsatöll
A Metsatöll észt folk/thrash metal zenekar. 1999-ben alakultak Tallinnban.

## Története
A kezdeti felállás a következő volt: Markus - ének, gitár, Factor - dobok, Andrus - basszusgitár. Egy évvel később egy barátjuk, Varulven csatlakozott az együtteshez. 2001-ben Andrus elhagyta a zenekart. 2004-ben Factor is kilépett. Ugyanebben az évben jelent meg első nagylemezük. 2009-ben feliratkoztak a Spinefarm Recordshoz, ez a kiadó dobja piacra azóta az albumokat. Magyarországon eddig kétszer koncerteztek, először 2010-ben a Finntroll vendégeként, másodszor pedig 2013-ban látogattak el hazánkba, a "Folk Farsang" fesztivál keretein belül.

## Tagok
- Markus Teeäär – ének, ritmusgitár (1999 –)
- Lauri Ounaapuu – gitár, ének, hagyományos hangszerek (1999 –)
- Raivo Piirsalu – basszusgitár, vokál (2000 –)
- Tonis Noevere – dobok, vokál (2017 –)

## Diszkográfia
- Hiiekoda (2004)
- Terast mis hangund me hinge 10218 (2005)
- Iivakivi (2008)
- Äio (2010)
- Ulg (2011)
- Karjajuht (2014)
- Vana Jutuvestja Laulud (válogatáslemez, 2016)
- Katk kutsariks (2019)